# کشتی جنگی کای‌یو مارو
کشتی جنگی ژاپنی کایو مارو (به ژاپنی: 開陽丸 Kaiyō Maru) نخستین کشتی جنگی مدرن ژاپنی بود. این کشتی یک ناومحافظ بود که توسط هم بادبان و بخار طراحی شده بود. این کشتی در هلند ساخته شده بود و در جنگ بوشین بخشی از نیروی دریایی شوگون‌سالاری توکوگاوا محسوب می‌شد.